# Apocalyptica
Apocalyptica – fiński zespół muzyczny wykonujący szeroko pojętą muzykę heavymetalową z elementami muzyki klasycznej, w tym symfonicznej. Powstał w 1993 roku w Helsinkach jako kwartet wiolonczelowy. Debiut formacji Plays Metallica by Four Cellos wydany w 1996 roku zawierający wyłącznie interpretacje utworów z repertuaru Metalliki cieszył się znaczną popularnością na świecie, sprzedając się w nakładzie ponad miliona egzemplarzy.
Od 2003 roku zespół tworzą trzej wiolonczeliści – absolwenci Akademii Sibeliusa: Eicca Toppinen, Paavo Lötjönen i Perttu Kivilaakso oraz perkusista Mikko Sirén. Od 2014 roku Apocalyptica współpracuje z byłym wokalistą formacji Scars on Broadway – Frankym Perezem, który pełni funkcję muzyka sesyjnego i koncertowego. Członkowie zespołu jako Apocalyptica wystąpili gościnnie na ponad dziesięciu albumach m.in. takich wykonawców jak: The Rasmus, HIM, Sepultura czy Amon Amarth.

## Historia

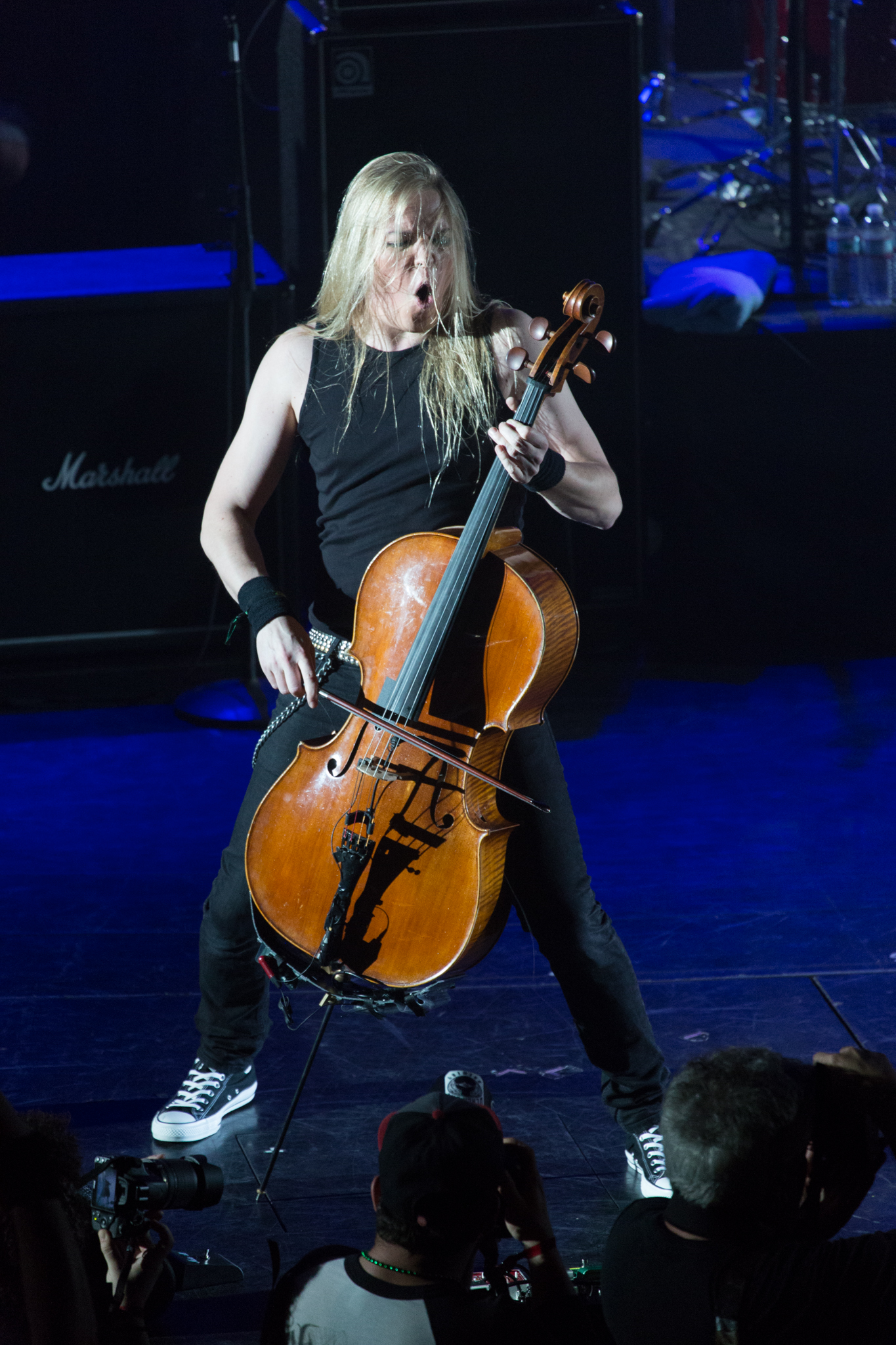
Eicca Toppinen podczas koncertu na festiwalu 70000 Tons of Metal 23 stycznia 2015 roku

Apocalyptica została założona w 1993 roku w Helsinkach przez czterech wiolonczelistów: Eiccę Toppinena, Paava Lötjönena, Antera Manninena i Maxa Lilję. Wszyscy muzycy byli wówczas studentami Akademii Sibeliusa. 3 października 1996 roku ukazał się debiutancki album formacji zatytułowany Plays Metallica by Four Cellos. Wydawnictwo zawierające wyłącznie interpretacje utworów z repertuaru Metalliki cieszyło się znaczną popularnością w ojczyźnie kwartetu gdzie dotarło do 7. miejsca tamtejszej listy sprzedaży. Album Plays Metallica by Four Cellos uzyskał ponadto status złotej płyty w Polsce oraz platynowej płyty w Finlandii.
Druga płyta zespołu pt. Inquisition Symphony została wydana 22 września 1998 roku. Płyta dotarła do 10. miejsca fińskiej listy sprzedaży. Wszystkie utwory na płycie zaaranżował Eicca Toppinen, poza „One”, który przygotował Max Lilja. Nagrania wyprodukowali Otto Donner i Hiili Hiilesmaa. Album nagrał i zmiksował Juha Heininen z Millbrook Studio. Na albumie Inquisition Symphony po raz pierwszy ukazały się autorskie kompozycje zespołu. Pozostałe utwory to interpretacje utworów grup Faith No More, Sepultura, Pantera i Metallica. W 1999 roku Manninen opuścił zespół, a zastąpił go Perttu Kivilaakso. 28 kwietnia 2000 roku ukazał się trzeci album studyjny grupy pt. Cult. 30 lipca 2010 roku ukazało się pierwsze wydawnictwo DVD formacji zatytułowane Live.
Na początku 2002 roku z zespołu odszedł Max Lilja z powodu nieporozumień z pozostałymi muzykami. Obowiązki czwartego wiolonczelisty objął ponownie Antero Manninen, który dołączył do grupy jako muzyk sesyjny. W międzyczasie zespół podpisał kontrakt ze stacją telewizyjną Fox Sports Net zezwalający na wykorzystanie kompozycji „Hall of the Mountain King” w spotach reklamowych promujących NASCAR w Stanach Zjednoczonych. 21 września w Japonii ukazała się pierwsza w dorobku zespołu kompilacja zatytułowana Best of Apocalyptica. 19 maja 2003 roku został wydany singel „Faraway Vol.2” promujący nową płytę formacji. Czwarty album studyjny grupy zatytułowany Reflections został wydany 2 października. Gościnnie w nagraniach wziął udział perkusista grupy Slayer – Dave Lombardo, który zagrał w pięciu utworach. W pozostałych kompozycjach na perkusji zagrał fiński muzyk sesyjny Sami Kuoppamäki. 6 października został wydany kolejny singel formacji pt. „Seemann”. Kompozycja będąca interpretacją utworu z repertuaru Rammstein została nagrana z gościnnym udziałem niemieckiej wokalistki Niny Hagen. Cieszący się popularnością singel dotarł m.in. do 13. miejsca niemieckiej listy przebojów. Wykonanie skomplementował również członek Rammstein – klawiszowiec Christian „Flake” Lorenz, który określił utwór jako nagrodę cenniejszą od Grammy czy Echo. Również w 2003 roku jako muzyk sesyjny do grupy dołączył perkusista Mikko Sirén.

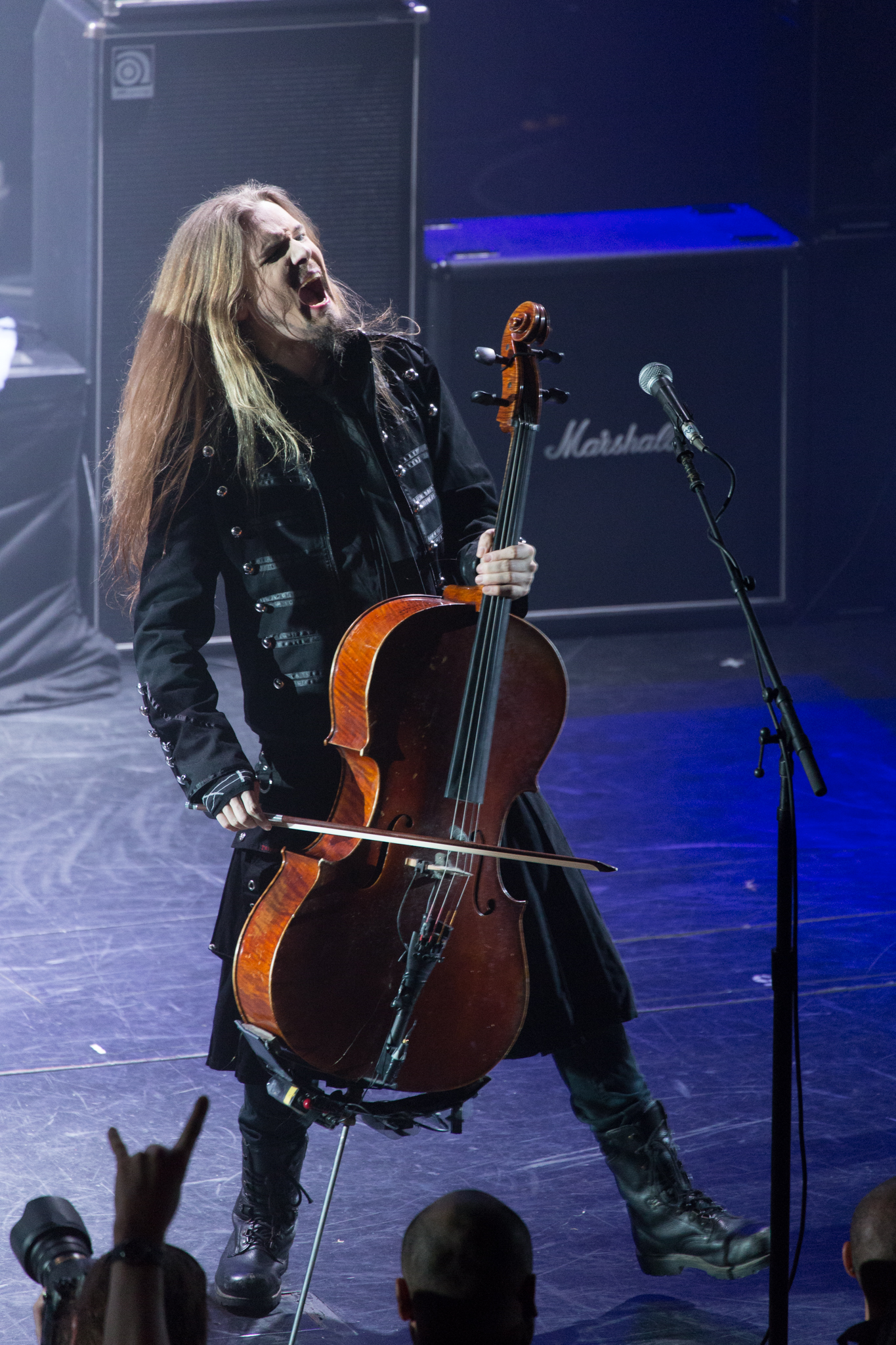
Perttu Kivilaakso podczas koncertu na festiwalu 70000 Tons of Metal 23 stycznia 2015 roku

Latem 2004 roku dzięki Harmageddon Publishing po raz pierwszy ukazały się transkrypcje nutowe kompozycji Apocalyptiki. 29 listopada ukazał się singel pt. „Bittersweet” zwiastujący piąty album grupy. Gościnie w utworze zaśpiewali:Lauri Ylönen z grupy The Rasmus oraz lider zespołu HIM – Ville Valo. 24 stycznia 2005 roku został wydany piąty album studyjny formacji pt. Apocalyptica. Płyta dotarła do 2. miejsca fińskiej listy sprzedaży oraz uzyskała status złotej płyty, sprzedając się w nakładzie 15 000 egzemplarzy.
14 lutego 2005 roku został wydany drugi singel pt. „Wie Weit”, natomiast 23 lutego została wydana anglojęzyczna wersja singla pt. „How Far”. W obu kompozycjach opartych na instrumentalnym „Quutamo” zaśpiewała Marta Jandová wokalista Die Happy. Na singlach ukazała się również francuskojęzyczna wersja utworu pt. „En Vie”, którą wykonała Emmanuelle Monet. Również w lutym zespół odbył europejską trasę koncertową, poprzedzając Rammstein. Z kolei w marcu zespół zagrał po raz pierwszy w historii szereg koncertów w Stanach Zjednoczonych. 11 kwietnia 2005 roku ukazał się trzeci i ostatni singel promujący płytę zatytułowany „Life Burns!”. Do utworu został zrealizowany również teledysk. W sierpniu zespół wystąpił podczas ceremonii otwarcia Mistrzostw Świata w Lekkoatletyce w Helsinkach. We wrześniu Apocalyptica ponownie wystąpiła w USA, gdzie odwiedziła m.in. Los Angeles, San Francisco i Chicago. Tego samego roku Sirén został oficjalnym członkiem formacji.
22 stycznia 2006 roku zespół wystąpił podczas otwarcia międzynarodowych targów MIDEM w Palais des Festivals w Cannes. Z kolei 13 marca niemiecka stacja telewizyjna ZDF wyemitowała film Die Mandantin w reżyserii Marcusa O. Rosenmüllera zawierający ścieżkę dźwiękową składającą się w całości z kompozycji zespołu. 12 maja grupa zagrała ośmiominutowy medley podczas Konkursu Piosenki Eurowizji. 26 maja została wydana dwupłytowa kompilacja nagrań formacji zatytułowana Amplified – A Decade of Reinventing the Cello. Wydawnictwo poprzedził wydany 19 maja singel „Repressed”, w którym gościnnie wystąpili Max Cavalera z zespołu Soulfly oraz Matt Tuck z Bullet for My Valentine. We wrześniu 2007 roku ukazał się szósty album zespołu zatytułowany Worlds Collide. Płytę poprzedził singel „I’m Not Jesus”, który ukazał się 14 września 2007 roku. Gościnnie w utworze zaśpiewał Corey Taylor członek formacji Slipknot. Do kompozycji zrealizowany został zrealizowany również teledysk, który wyreżyserował Tony Petrossian.

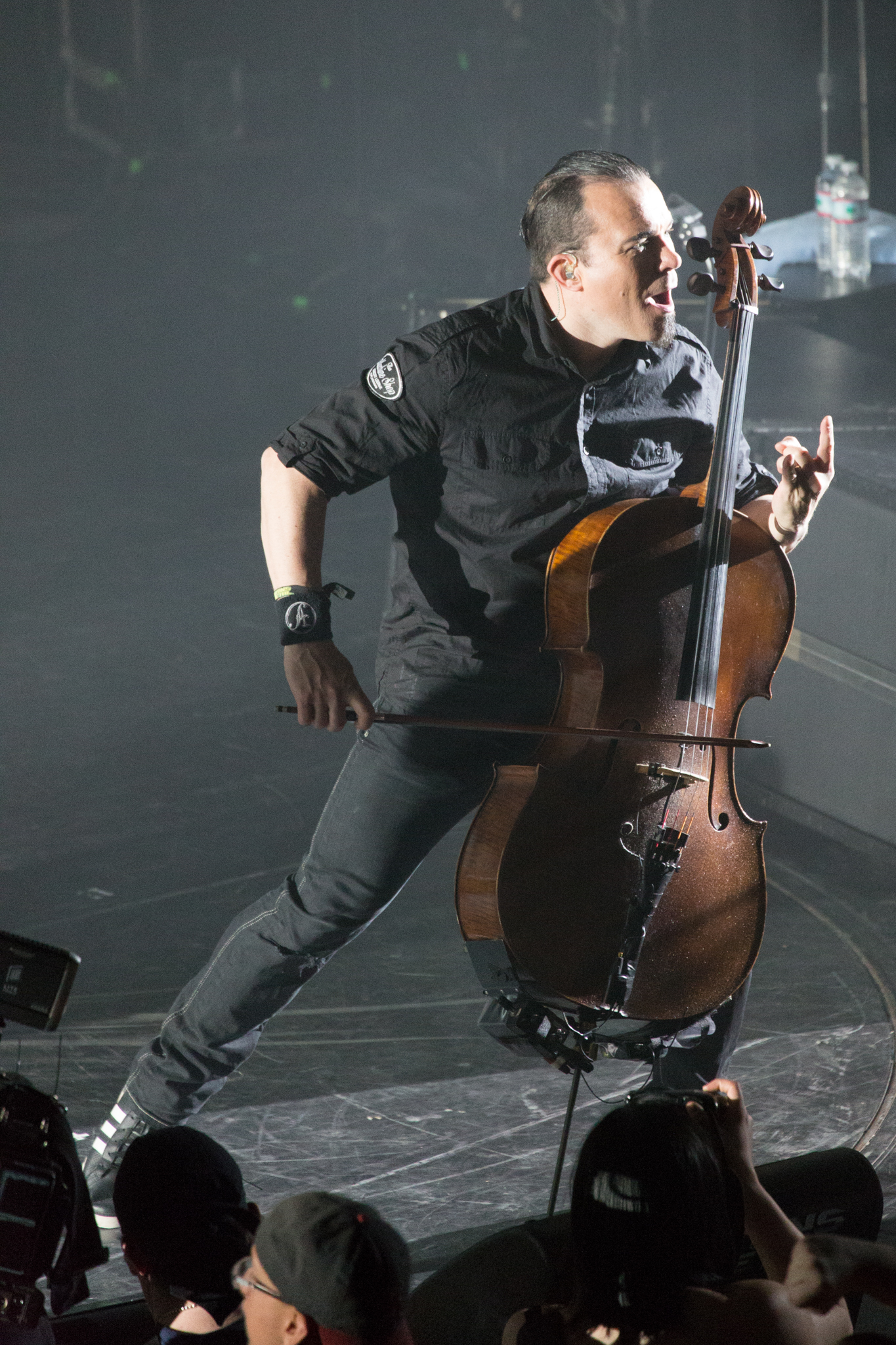
Paavo Lötjönen podczas koncertu na festiwalu 70000 Tons of Metal 23 stycznia 2015 roku

17 października 2007 roku ukazał się drugi singel promujący płytę „S.O.S. (Anything But Love)”, w którym zaśpiewała Cristina Scabbia członkini włoskiej formacji Lacuna Coil. 8 marca 2008 roku muzycy wystąpili podczas gali Emma-gaala w Kulttuuritalo w Helsinkach. Grupie towarzyszyła popowa piosenkarka Hanna Pakarinen z Apocalyptiką wykonała kompozycję „S.O.S. (Anything But Love)”. 15 czerwca Apocalyptica dała koncert w ramach Download Festival, podczas prezentacji utworu „S.O.S. (Anything But Love)” do grupy dołączyła wokalistka Cristina Scabbia, która w oryginale wykonała utwór na albumie Worlds Collide. 16 czerwca zespół otrzymał nagrodę Metal Hammer Golden Gods w kategorii Breakthough Artist. Ceremonia wręczenia nagród odbyła się w Indigo O2 w Londynie. 27 lipca z okazji obchodów rocznicy powstania warszawskiego zespół wystąpił w Warszawie, w Muzeum Powstania Warszawskiego. Natomiast 9 sierpnia w Dallas w USA muzycy wzięli udział w Ozzfest, poprzedzając m.in. występy Metalliki, Ozzy’ego Osbourne’a oraz Cavalera Conspiracy.
Natomiast 11 grudnia tego samego roku został wydany trzeci i ostatni singel z płyty „I Don’t Care” z gościnnym udziałem Adama Gontiera z grupy Three Days Grace. Do piosenki został zrealizowany również teledysk. Cieszący się, prawdopodobnie największą popularnością w USA i Kanadzie utwór został później wykorzystany w 16. odcinku 8. serii amerykańskiego serialu telewizyjnego Tajemnice Smallville. W marcu 2009 została przekazana oficjalna informacja o stałym odejściu Antero Manninena z zespołu. 16 kwietnia zespół wystąpił w warszawskim klubie Stodoła. Ostatni koncert z udziałem Manninena odbył się 20 kwietnia w Pradze w Czechach. W maju grupa wystosowała oświadczenie, w którym potępiła wykorzystanie przez czeską republikańską partię Národní Strana kompozycji „Path” pochodzącej z płyty Cult. Ugrupowanie użyło muzyki zespołu w spocie reklamowym. Prawni właściciele utworu Universal Music Publishing oraz Universal Music Group zapowiedziały dochodzenie swych praw na drodze sądowej. W lipcu Apocalyptica była główną gwiazdą pierwszego dnia Knock Out Festival w Krakowie.
8 czerwca 2010 roku ukazał się singel „End of Me” zapowiadający siódmy album formacji. Do kompozycji został zrealizowany również teledysk. W sierpniu została wydana płyta 7th Symphony. Nagrania zostały zarejestrowane w dwóch studiach: Sonic Pump Studios w Helsinkach i JHOC Studios w Kalifornii w Stanach Zjednoczonych. Podczas sesji Apocalyptica współpracowała z dwoma producentami muzycznymi Joe Barresim i Howardem Bensonem. Gościnnie w nagraniach wzięli udział były perkusista formacji Slayer – Dave Lombardo, wokalistka Lacey Mosley z zespołu Flyleaf, wokalista i gitarzysta Gavin Rossdale lider grupy Bush, Joe Duplantier z zespołu Gojira oraz wokalista grupy Shinedown – Brent Smith. Pod koniec miesiąca został opublikowany drugi obraz promujący płytę do utworu „Sacra”. 24 lutego 2011 roku zespół ponownie wystąpił w Krakowie, tym razem w teatrze „Łaźnia Nowa”. 25 stycznia 2020 roku wystąpili w Hali Torwar w Warszawie, w trakcie wspólnej trasy koncertowej ze szwedzkim zespołem Sabaton.

## Muzycy

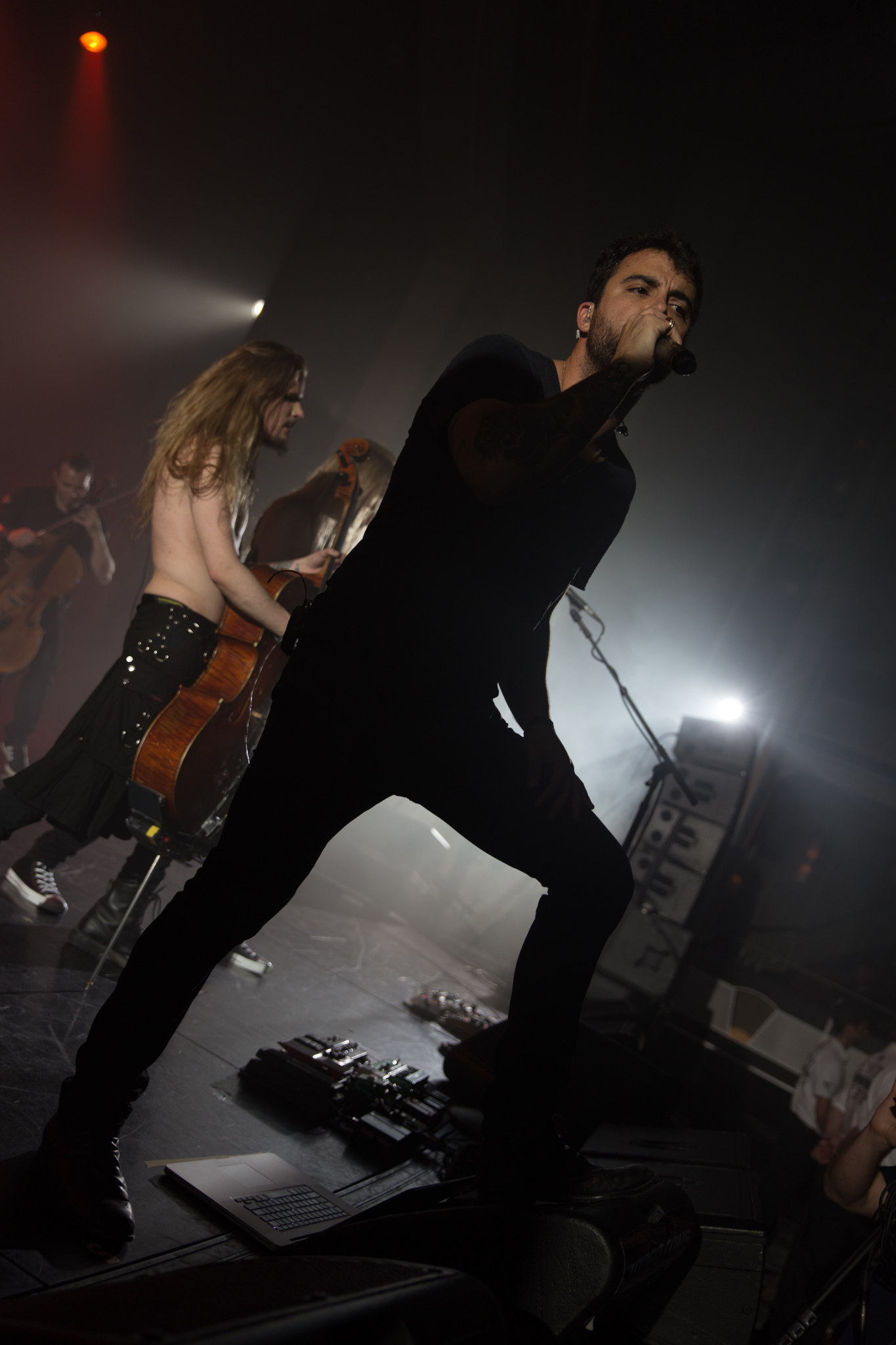
Franky Perez podczas koncertu na festiwalu 70000 Tons of Metal 23 stycznia 2015 roku

| - Eicca Toppinen – wiolonczela (od 1993) - Paavo Lötjönen – wiolonczela (od 1993) - Perttu Kivilaakso – wiolonczela (1995, od 1999) - Mikko Sirén – perkusja (2003-2006, od 2006) |  | - Franky Perez – śpiew (od 2014) - Johnny Andrews – śpiew (2008) - Toryn Green – śpiew (2008) - Tipe Johnson – śpiew (2009–2012) - Antero Manninen – wiolonczela (1993–1999, 2002–2009, 2017) - Max Lilja – wiolonczela (1993–2002) |

## Dyskografia

### Albumy
| Plays Metallica by Four Cellos | - Data: 3 października 1996 - Wydawca: Mercury/Universal | 7  | –  | –   | –   | –  | –  | –  | –  | –   | –   | - FIN: 23 tys.+  | - POL: złoto - FIN: platyna - GER: złoto |
| Inquisition Symphony           | - Data: 22 września 1998 - Wydawca: Mercury/Universal    | 10 | –  | –   | –   | –  | –  | –  | 69 | –   | –   |                  |                                          |
| Cult                           | - Data: 28 kwietnia 2000 - Wydawca: Mercury/Universal    | 15 | 58 | –   | –   | –  | –  | 38 | 24 | –   | –   |                  | - GER: złoto                             |
| Reflections                    | - Data: 2 października 2003 - Wydawca: Universal         | 8  | 26 | 131 | –   | 43 | –  | 28 | 15 | –   | –   |                  |                                          |
| Apocalyptica                   | - Data: 24 stycznia 2005 - Wydawca: Universal            | 2  | 6  | 61  | –   | 6  | 76 | 39 | 5  | –   | –   | - FIN: 15 tys.+  | - FIN: złoto                             |
| Worlds Collide                 | - Data: 14 września 2007 - Wydawca: Sony BMG             | 8  | 13 | 45  | 59  | 10 | 90 | –  | 10 | 118 | 111 | - USA: 233 tys.+ | - ROS: złoto                             |
| 7th Symphony                   | - Data: 20 sierpnia 2010 - Wydawca: Sony Music           | 2  | 6  | 34  | 31  | 5  | –  | 5  | 6  | 135 | –   | - POL: 10 tys.+  | - POL: złoto                             |
| Shadowmaker                    | - Data: 17 kwietnia 2015 - Wydawca: Better Noise Records | 7  | 31 | 76  | 190 | 15 | –  | –  | 13 | 278 | –   |                  |                                          |
| Cell-0                         | - Data: 10 stycznia 2020 - Wydawca: Silver Lining Music  |    |    |     |     |    |    |    |    |     |     |                  |                                          |
| „–” album nie był notowany.    |                                                          |    |    |     |     |    |    |    |    |     |     |                  |                                          |

### Albumy koncertowe
| Tytuł                                                              | Dane dot. albumu                         | Pozycja na liście | Pozycja na liście | Pozycja na liście | Pozycja na liście |
| Tytuł                                                              | Dane dot. albumu                         | FIN               | AUT               | CHE               | GER               |
| ------------------------------------------------------------------ | ---------------------------------------- | ----------------- | ----------------- | ----------------- | ----------------- |
| Wagner Reloaded: Live in Leipzig (oraz The MDR Symphony Orchestra) | - Data: 19 listopada 2013 - Wydawca: BMG | 40                | 70                | 88                | 36                |

### Kompilacje
| Best of Apocalyptica                           | - Data: 21 września 2002 - Wydawca: Mercury Records | –  | –  | –  | –  |
| Amplified // A Decade of Reinventing the Cello | - Data: 26 maja 2006 - Wydawca: Universal           | 16 | 19 | 23 | 24 |
| „–” album nie był notowany.                    |                                                     |    |    |    |    |

### Ścieżki dźwiękowe
| Tytuł                                                   | Dane dot. albumu                         |
| ------------------------------------------------------- | ---------------------------------------- |
| MAG: S.V.E.R. (Original Soundtrack From The Video Game) | - Data: 26 stycznia 2010 - Wydawca: Sony |

### Single
| „Oh Holy Night” / „Little Drummer Boy”              | 1996 | –  | –  | –  | –  | –  | –  | –  | –   | –                                             |
| „Harmageddon”                                       | 1998 | –  | –  | –  | –  | –  | –  | –  | –   | Inquisition Symphony                          |
| „Nothing Else Matters”                              | 1998 | –  | –  | –  | –  | –  | –  | –  | –   | Inquisition Symphony                          |
| „Path”                                              | 2000 | –  | –  | –  | –  | –  | –  | –  | –   | Cult                                          |
| „Path Vol. 1 & 2” (ft. Sandra Nasić)                | 2001 | 4  | 58 | –  | –  | –  | –  | –  | –   | Cult                                          |
| „Hope Vol.2” (ft. Matthias Sayer)                   | 2002 | –  | –  | –  | –  | –  | –  | –  | –   | Cult                                          |
| „Faraway Vol.2” (ft. Linda Sundblad)                | 2003 | –  | –  | –  | 43 | –  | –  | –  | –   | Reflections                                   |
| „Seemann” (ft. Nina Hagen)                          | 2003 | 18 | 35 | 73 | 13 | –  | –  | –  | –   | Reflections Revised                           |
| „Bittersweet” (ft. Lauri Ylönen, Ville Valo)        | 2004 | 1  | 11 | 8  | 6  | 53 | –  | –  | –   | Apocalyptica                                  |
| „Wie weit/How far” (ft. Marta Jandová)              | 2005 | –  | 43 | 60 | 23 | –  | –  | –  | –   | Apocalyptica                                  |
| „Life Burns!” (ft. Lauri Ylönen)                    | 2005 | 17 | 61 | 80 | 31 | –  | –  | –  | –   | Apocalyptica                                  |
| „Repressed” (ft. Matt Tuck, Max Cavalera)           | 2006 | 19 | –  | –  | 74 | –  | –  | –  | –   | Amplified – A Decade of Reinventing the Cello |
| „I’m Not Jesus” (ft. Corey Taylor)                  | 2007 | 15 | –  | –  | 55 | –  | –  | –  | 147 | Worlds Collide                                |
| „S.O.S. (Anything But Love)” (ft. Cristina Scabbia) | 2008 | –  | –  | –  | –  | –  | –  | –  | –   | Worlds Collide                                |
| „I Don’t Care” (ft. Adam Gontier)                   | 2008 | 13 | –  | –  | –  | –  | 78 | 78 | –   | Worlds Collide                                |
| „End of Me” (ft. Gavin Rossdale)                    | 2010 | –  | –  | –  | –  | –  | –  | –  | –   | 7th Symphony                                  |
| „Broken Pieces” (ft. Lacey Mosley)                  | 2010 | –  | –  | –  | –  | –  | –  | –  | –   | 7th Symphony                                  |
| „Not Strong Enough” (ft. Brent Smith)               | 2011 | 16 | –  | –  | –  | –  | –  | –  | –   | 7th Symphony                                  |
| „Psalm”                                             | 2013 | –  | –  | –  | –  | –  | –  | –  | –   | –                                             |
| „Angry Birds Theme”                                 | 2014 | –  | –  | –  | –  | –  | –  | –  | –   | –                                             |
| „Shadowmaker”                                       | 2015 | –  | –  | –  | –  | –  | –  | –  | –   | Shadowmaker                                   |
| „–” singel nie był notowany.                        |      |    |    |    |    |    |    |    |     |                                               |

### Występy gościnne
| Album                                       | Rok  | Utwór                                                                               | Źródło  |
| ------------------------------------------- | ---- | ----------------------------------------------------------------------------------- | ------- |
| Schweisser – Heiland                        | 1997 | „Meine Liebe Ist Ein Monster”                                                       | [ 95 ]  |
| Waltari – Space Avenue                      | 1997 | „Look Out Tonite”, „Purify Yourself”                                                | [ 96 ]  |
| Bush – Letting the Cables Sleep             | 1999 | „Letting the Cables Sleep – Remix”                                                  | [ 97 ]  |
| Joachim Witt – Bayreuth 2                   | 2000 | „Bataillon D’amour”                                                                 | [ 98 ]  |
| Sepultura – Nation                          | 2001 | „Valtio”                                                                            | [ 99 ]  |
| Şebnem Ferah – Perdeler                     | 2001 | „Perdeler Apocalyptica Version”                                                     | [ 100 ] |
| HIM – Deep Shadows and Brilliant Highlights | 2001 | „In Joy And Sorrow”                                                                 | [ 101 ] |
| Angelzoom – Angelzoom                       | 2004 | „Turn the Sky”                                                                      | [ 102 ] |
| The Rasmus – Hide from the Sun              | 2005 | „Dead Promises”                                                                     | [ 103 ] |
| Bullet for My Valentine – The Poison        | 2005 | „Intro”                                                                             | [ 104 ] |
| Rammstein – Benzin                          | 2005 | „Benzin [Kerosiini Remix]”                                                          | [ 105 ] |
| Oomph! – Delikatessen                       | 2006 | „Sex Hat Keine Macht (Single Version)”, „Sex Hat Keine Macht (Transporterraum Mix)” | [ 106 ] |
| The 69 Eyes – Angels                        | 2007 | „Ghost”                                                                             | [ 107 ] |
| Amon Amarth – Twilight of the Thunder God   | 2008 | „Live for the Kill”                                                                 | [ 108 ] |

## Wideografia
| Live                        | - Data: 30 lipca 2001 - Wydawca: Universal Music | – | – | – |
| Reflections Revised         | - Data: 2003 - Wydawca: Universal Music          | – | – | – |
| The Life Burns Tour         | - Data: 26 maja 2006 - Wydawca: Universal Music  | 5 | 8 | 9 |
| „–” album nie był notowany. |                                                  |   |   |   |

## Teledyski
| Tytuł                                               | Rok  | Reżyseria                              | Album                                         | Źródło  |
| --------------------------------------------------- | ---- | -------------------------------------- | --------------------------------------------- | ------- |
| „Enter Sandman”                                     | 1996 | Kare Hellen                            | Plays Metallica By Four Cellos                | [ 112 ] |
| „The Unforgiven”                                    | 1996 | Kare Hellen                            | Plays Metallica By Four Cellos                | [ 112 ] |
| „Nothing Else Matters”                              | 1998 | Pasi Pauni                             | Inquisition Symphony                          | [ 113 ] |
| „Harmageddon”                                       | 1998 | Kare Hellen                            | Inquisition Symphony                          | [ 112 ] |
| „Path”                                              | 2000 | Carsten Gutschmidt                     | Cult                                          | [ 112 ] |
| „Path Vol.2” (ft. Sandra Nasić)                     | 2001 | Kai Sehr                               | Cult                                          | [ 112 ] |
| „Hope Vol.2” (ft. Matthias Sayer)                   | 2001 | Christoph Mangler, Mathias Vielsaecker | Cult                                          | [ 112 ] |
| „Somewhere Around Nothing”                          | 2003 | Omar Abulzahab                         | Reflections                                   | [ 112 ] |
| „Faraway Vol.2” (ft. Linda Sundblad)                | 2003 | Olaf Heine                             | Reflections                                   | [ 112 ] |
| „Seemann” (ft. Nina Hagen)                          | 2003 | Taku Kaskela                           | Reflections Revised                           | [ 112 ] |
| „Bittersweet” (ft. Lauri Ylönen i Ville Valo)       | 2004 | Antti Jokinen                          | Apocalyptica                                  | [ 112 ] |
| „Wie Weit/How Far/En Vie”                           | 2004 | Uwe Flade                              | Apocalyptica                                  | [ 112 ] |
| „Life Burns” (ft. Lauri Ylönen)                     | 2004 | Volker Hannwacker                      | Apocalyptica                                  | [ 112 ] |
| „Repressed” (ft. Max Cavalera)                      | 2006 | Ralf Strathann                         | Amplified – A Decade of Reinventing the Cello | [ 112 ] |
| „I’m Not Jesus” (ft. Corey Taylor)                  | 2007 | Tony Petrossian                        | Worlds Collide                                | [ 114 ] |
| „S.O.S. (Anything But Love)” (ft. Cristina Scabbia) | 2007 | Marko Mäkilaakso                       | Worlds Collide                                | [ 112 ] |
| „I Don’t Care” (ft. Adam Gontier)                   | 2008 | Lisa Mann                              | Worlds Collide                                | [ 115 ] |
| „Grace”                                             | 2008 | Igor Burloff                           | Worlds Collide                                | [ 112 ] |
| „End Of Me” (ft. Gavin Rossdale)                    | 2010 | Lisa Mann                              | 7th Symphony                                  | [ 116 ] |
| „Sacra”                                             | 2010 | –                                      | 7th Symphony                                  | [ 117 ] |
| „Broken Pieces” (ft. Lacey Mosley)                  | 2010 | Lisa Mann                              | 7th Symphony                                  | [ 118 ] |
| „Not Strong Enough” (ft. Brent Smith)               | 2010 | Lisa Mann                              | 7th Symphony                                  | [ 119 ] |
| „Psalm”                                             | 2013 | –                                      | –                                             | [ 113 ] |
| „Fight Against Monsters”                            | 2013 | –                                      | Wagner Reloaded – Live in Leipzig             | [ 113 ] |
| „Stormy Wagner”                                     | 2013 | –                                      | Wagner Reloaded – Live in Leipzig             | [ 113 ] |
| „Cold Blood”                                        | 2015 | Lisa Mann                              | Shadowmaker                                   | [ 120 ] |

## Nagrody i wyróżnienia
| Rok  | Kategoria          | Tytułem      | Nagroda                         | Nota | Źródło  |
| ---- | ------------------ | ------------ | ------------------------------- | ---- | ------- |
| 1997 | Vuoden vientituote | Apocalyptica | Emma-gaala                      | Laur | [ 121 ] |
| 2008 | Breakthough Artist | Apocalyptica | Metal Hammer Golden Gods Awards | Laur | [ 122 ] |
| 2008 | Vienti-Emma        | Apocalyptica | Emma-gaala                      | Laur | [ 123 ] |
| 2010 | Vuoden vienti-Emma | Apocalyptica | Emma-gaala                      | Laur | [ 124 ] |